# Good Times, Bad Times… Ten Years of Godsmack
Good Times, Bad Times… Ten Years of Godsmack ist ein Greatest-Hits-Album der US-amerikanischen Rockband Godsmack. Es wurde am 4. Dezember 2007 über Republic Records veröffentlicht.

## Entstehung
Nachdem die Band vier Studioalben veröffentlicht hatte, wurde nun im Dezember 2007 ein Greatest-Hits-Album veröffentlicht. Das Album enthält als einzigen bislang unveröffentlichten Titel eine Coverversion des Liedes Good Times Bad Times, im Original von Led Zeppelin. Danach folgen sämtliche bislang veröffentlichte Singles in chronologischer Reihenfolge. Lediglich die Single Bad Magick wurde ausgelassen. Dem Album liegt eine DVD bei, auf der der Mitschnitt eines Akustikkonzerts von Godsmacks im House of Blues in Las Vegas zu sehen ist. Für das Lied Good Times Bad Times wurde in Boston ein Musikvideo gedreht.

## Titelliste
| CD | DVD |
| --- | --- |
| 1. Good Times Bad Times 1 – 2:57 2. Whatever – 3:26 3. Keep Away – 4:50 4. Voodoo – 4:40 5. Bad Religion – 3:13 6. Awake – 5:04 7. Greed – 3:28 8. I Stand Alone – 4:03 9. Straight Out of Line – 4:21 10. Serenity – 4:34 11. Re-Align – 4:20 12. Running Blind – 3:55 13. Touché – 3:37 14. Speak – 3:55 15. Shine Down – 4:52 16. The Enemy – 4:08 | 1. Trippin’ 2. Re-Align 3. Running Blind 4. Questions 2 5. Serenity 6. Voodoo 7. Questions 2 8. Spiral 9. Batalla de los Tambores 3 10. Keep Away 11. Touché 4 12. Reefer Headed Woman 4 |

## Rezeption

### Rezensionen
Laut Conny Schiffbauer vom deutschen Magazin Rock Hard zeigt das Album, wie „das Quartett aus Boston über die Jahre vom Nu-Metal-Newcomer zum großformatigen Modern-Rock-Act wird, der ebenfalls souverän im Akustik-Bereich agiert“. Torben Ferber vom Onlinemagazin Metal Inside kritisierte, dass die Kompilation „ein wenig so wirkt, als schiele man primär auf den kommerziellen Erfolg GODSMACKs“. Die „ganzen Studioalben“ würden „mehr Feeling bringen als die aneinandergereihten Singles“.

### Chartplatzierungen
| ChartsChartplatzierungen       | Höchstplatzierung | Wochen |
| ------------------------------ | ----------------- | ------ |
| Vereinigte Staaten (Billboard) | 35 (1 Wo.)        | 1      |